# Tre Mason
Tre Mason (West Palm Beach, 6 agosto 1993) è un giocatore di football americano statunitense che gioca nel ruolo di running back nella National Football League (NFL). Fu scelto nel corso del terzo giro (75º assoluto) del Draft NFL 2014. Al college giocò a football a Auburn venendo premiato come All-American.

## Carriera universitaria
Nella sua prima partita nel college football, Auburn contro Utah State, Tre Mason ritornò un kick-off per 97 yard in touchdown.
Nella finale della SEC del 2013 contro Missouri, Mason stabilì diversi record del SEC Championship: corse 304 yard (superando il record di Justin Vincent di LSU di 201 yard del 2003), segnò 5 touchdown e corse 46 volte, venendo premiato come miglior giocatore dell'incontro.
Nella finale del campionato NCAA del 2014, Mason corse 195 yard e segnò un touchdown nella sconfitta per 34-31 contro i Florida State Seminoles. La sua stagione si concluse con 1 816 yard corse, superando il record scolastico del vincitore dell'Heisman Trophy Bo Jackson di 1 786 nel 1985.
Vittorie e riconoscimenti
- SEC Championship (2013)
- MVP del SEC Championship Game (2013)
- SEC Offensive Player of the Year (2013)
- First-team All-SEC (2013)
- First-team All-American (2013)

Statistiche
| Anno   | Squadra | Ten | Yard  | Media | Media | TD C. | Ric | Yard | TD R. |
| ------ | ------- | --- | ----- | ----- | ----- | ----- | --- | ---- | ----- |
| 2011   | Auburn  | 28  | 161   | 5,8   | 22    | 1     | 0   | 0    | 0     |
| 2012   | Auburn  | 171 | 1 002 | 5,9   | 86    | 8     | 7   | 86   | 0     |
| 2013   | Auburn  | 317 | 1 816 | 5,7   | 53    | 23    | 12  | 163  | 1     |
| Totale | Totale  | 516 | 2 979 | 5,8   | 86    | 32    | 19  | 249  | 1     |

## Carriera professionistica

### St. Louis/Los Angeles Rams
Il 9 gennaio 2014, Mason annunciò che avrebbe saltato l'ultimo anno di college per rendersi eleggibile nel Draft NFL 2014. Fu scelto nel corso del terzo giro dai St. Louis Rams. Debuttò come professionista nel Monday Night Football della settimana 6 contro i San Francisco 49ers correndo 5 volte per 40 yard. La domenica successiva segnò il primo touchdown in carriera, contribuendo con 85 yard corse alla vittoria sui Seattle Seahawks campioni in carica. Nella settimana 11, Mason corse 113 yard su 29 tentativi nella vittoria a sorpresa sui Denver Broncos che in quel momento avevano la miglior difesa sulle corse della lega. Due settimane dopo, in un sonoro 52-0 inflitto ai Raiders, guidò la sua squadra con 117 yard corse e segnò tre touchdown, due su corsa e uno su ricezione. La sua stagione da rookie si chiuse con 735 yard corse (leader della squadra) e 5 touchdown totali in 12 presenze, di cui nove come titolare.
Il 10 marzo 2017, Mason fu svincolato dai Rams.

## Palmarès
- PFWA All-Rookie Team - 2014

## Statistiche
| Partite totali      | 25  |
| Partite da titolare | 12  |
| Yard corse          | 972 |
| Touchdown su corsa  | 5   |

Statistiche aggiornate alla stagione 2016

## Vita privata
Il padre di Tre, Vincent Mason, è membro del gruppo hip hop De La Soul.